# Frowning
Frowning ist ein 2012 gegründetes Funeral-Doom-Projekt.

## Geschichte
Der Dresdener Musiker „Val Atra Niteris“ veröffentlichte 2011 unter der Variante seines Pseudonyms „Val“ erste Stücke auf YouTube. Alsdann entschied „Val Atra Niteris“ das Projekt in Frowning umzubenennen. Unter dem Projektnamen veröffentlichte Frowning weitere Stücke via YouTube als Demo. Im Sommer 2013 kontaktierte „Val Atra Niteris“ Aphonic Threnody. Darauf folgend erschien im März 2014 die Split-EP Of Graves, of Worms, and Epitaphs via GS Productions. Im Dezember desselben Jahres wurde das Debütalbum Funeral Impressions über Solitude Productions veröffentlicht. Die Resonanz fiel positiv aus. Das Album wurde in Blogs und Webzines hoch gelobt. Im Jahr 2018 wurde das Album in einer Liste des Webzines Cvlt Nation neben Sanctuary in the Depths von Solemn They Await, V – Oceans von SLOW, Endeligt von Nortt und Longing von Bell Witch zu den „unterbewertesten Alben des Genres“ gerechnet.
Im Frühjahr 2017 veröffentlichte Frowning mit Extinct ein zweites Studioalbum, welches über Black Lion Records erschien. Extinct erfuhr internationale Resonanz, derweil diese ebenfalls überwiegend positiv ausfiel. Auf die Veröffentlichung folgten erste sporadische Auftritte. Anschließend konzentrierte „Val Atra Niteris“ sein Engagement auf andere Bandprojekte, bis er im Sommer 2019 ein drittes Frowning-Album ankündigte. Das angekündigte Death Requiem wurde im September 2020 via GS Productions und Silent Time Noise veröffentlicht. Eine geplante Deutschlandtour musste aufgrund der COVID-19-Pandemie in Deutschland und der Schutzmaßnahmen ausfallen. Im Jahr 2022 wurde die EP Of Void im Selbstverlag veröffentlicht. 

## Stil
Die Musik von Frowning wird dem Funeral Doom zugeordnet. Mitunter als „Funeral Doom in Reinform“ beziehungsweise „reinen (Funeral) Doom, ohne Ausbrüche, weder in Tempo noch Varianz“ klassifiziert. Für die Website Doom-Metal.com wird die von der Gruppe präsentierte Spielform als „düster mit tiefen gequälten Gesang und effektiven Lead-Melodien“ beschrieben. Als Vergleichsgrößen werden in unterschiedlichen Rezensionen Genrevertreter wie Ahab, Shape of Despair, Mournful Congregation und Aphonic Threnody angeführt. Die Musik besteht Rezensenten zur Folge vornehmlich aus „sich wiederholenden Riffwände[n]“, derweil der Gesang als Knurren beschrieben wird. Den monotonen Klang stünden indes „sakrale Orgelklänge und choraler Frauengesang“ gegenüber.

## Diskografie
- 2014: Of Graves, of Worms, and Epitaphs (Split-EP mit Aphonic Threnody, GS Productions)
- 2014: Funeral Impressions (Album, Solitude Productions, Wiederveröffentlichung 2018 über GS Productions)
- 2017: Extinct (Album, Black Lion Records)
- 2020: Death Requiem (Album, GS Productions/Silent Time Noise)
- 2022: Of Void (EP, Val Altra Niteris)